# Departamento de Energía de los Estados Unidos
El Departamento de Energía de los Estados Unidos (en inglés: Department of Energy; acrónimo: USDOE) es el gabinete del gobierno de los Estados Unidos responsable de la política energética y de la seguridad nuclear. En sus artículos se incluyen los programas nacionales de armas nucleares, la producción de reactores nucleares para la Armada de los Estados Unidos, la investigación relacionada con la energía, los intereses en la disposición de los residuos radioactivos y la producción de energía doméstica. El Departamento de Energía patrocina una investigación científica más básica y aplicada que cualquier otra agencia federal estadounidense, la mayoría de esto está financiado por los Laboratorios Nacionales del Departamento de Energía.
En los Estados Unidos, todas las armas nucleares utilizadas por el Departamento de Defensa de los Estados Unidos (DOD) son en realidad por el préstamo que le garantiza el Departamento de Energía, que tiene la responsabilidad federal de diseñar y producir todas las armas nucleares. El Departamento de Energía utiliza a contratistas para realizar sus proyectos; como el diseño de un arma de componentes nucleares, en la cual también están involucrados el Laboratorio Nacional de Los Álamos y el Laboratorio Nacional Livermore Lawrence, que se encargan de los sistemas de ingeniería de armas, el Laboratorio Nacional Sandia que se encarga de la fabricación de los componentes claves, y que poco después se prueban en el Campo de Pruebas de Nevada. Finalmente se reúne y desmonta todo el material en Pantex, una instalación de desmontaje de armas nucleares que se encarga de mantener la seguridad y fiabilidad de las reservas de armas nacionales nucleares. La instalación está localizada en Carson Country, Texas.
Muchas agencias federales han sido instauradas para manejar varias posturas en la política energética estadounidense, parecidos a los caminos que siguieron al Proyecto Manhattan y a la subsecuente Comisión de Energía Atómica. El ímpetu por poner a todos bajo la protección de un departamento era por la Crisis energética de 1973 que se estaba sufriendo, en respuesta a la cual el presidente Jimmy Carter propuso la creación del departamento. La legislación del permiso fue trasladada por el Congreso de los Estados Unidos y firmada en la ley por el presidente Carter el 4 de agosto de 1977. El departamento comenzó con sus operaciones el 1 de octubre de 1977. La agencia está administrada por el Secretario de Energía de los Estados Unidos, y su oficina central está localizada en Germantown, Maryland; así como al sudoeste de Washington D. C., sobre la Avenida Independence en el edificio Forrestal, en honor a James Forrestal.

## Unidades de operación

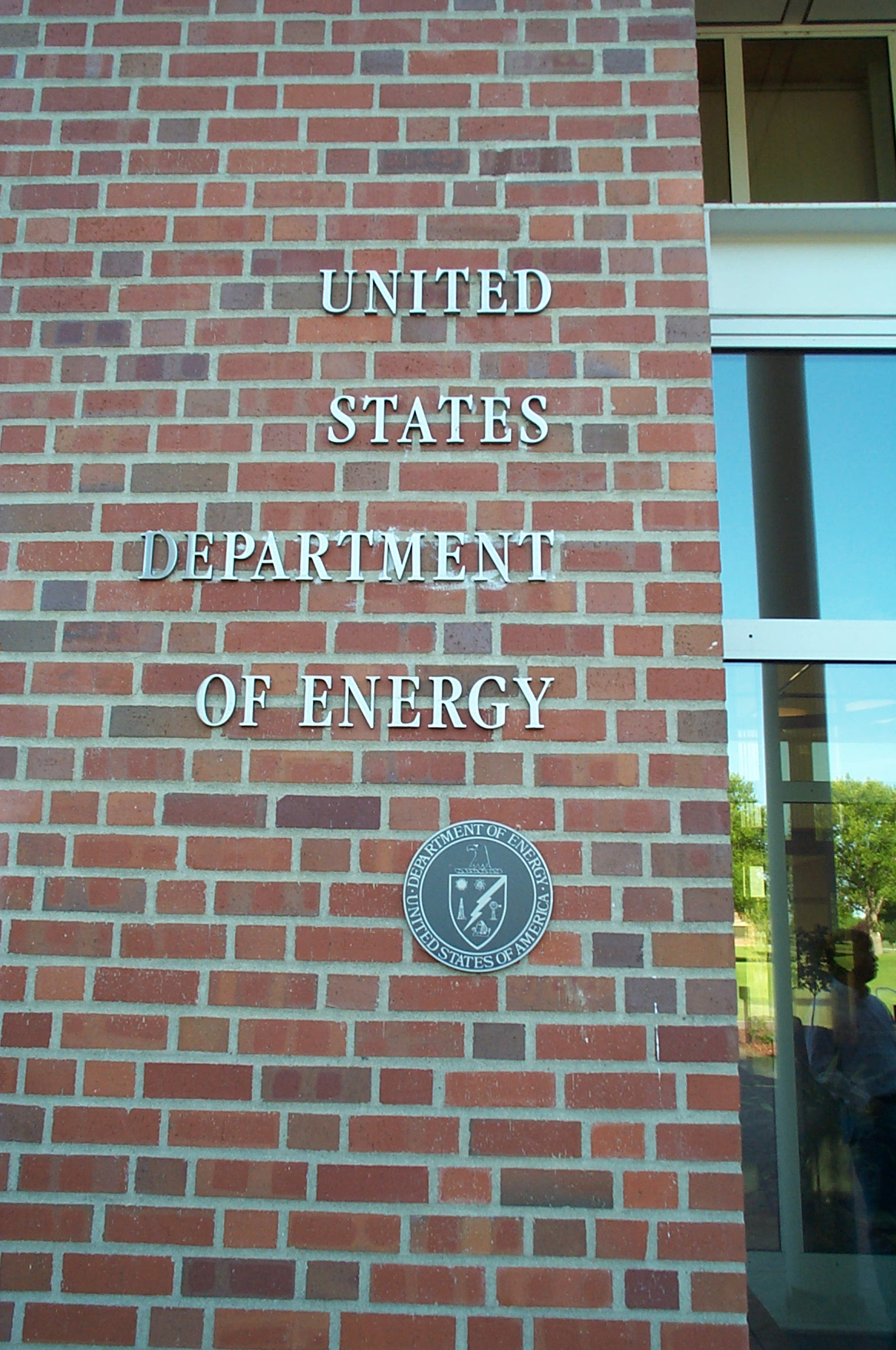
Entrada al edificio del Departamento de Energía.

La Administración Nacional de Seguridad Nuclear (NNSA) forma parte del Departamento de Energía de los Estados Unidos. Estos se unieron para mejorar la seguridad nacional y el uso militar de energía nuclear. El NNSA también mantiene y mejora la seguridad, la fiabilidad, y el funcionamiento de las reservas de armas nucleares de los Estados Unidos, incluyendo la capacidad para diseñar y producir exigencias para la seguridad nacional del país. 
La Oficina del Departamento de Transporte Seguro (OST) proporciona un transporte seguro de armas nucleares y componentes de materiales especiales armamentísticos, y realiza otras misiones que apoyan la seguridad nacional de los Estados Unidos de América. Desde 1974, OST ha sido asignada para realizar misiones de desarrollo como el transporte seguro de cajas de seguridad para el gobierno, El Departamento de Energía y la NNSA controla materiales especiales nucleares en cantidades "estratégicas" "o significativas". Los envíos son transportados por escoltas (Agentes Federales Armados).
La Comisión Federal de Energía Reguladora es una agencia independiente de regulación opera junto al Departamento de Energía en la que están juntas. El Departamento también maneja las Reservas estratégicas de petróleo.
La Oficina de Seguridad Cibernética mantiene un servicio junto al Computer Incident Advisory Capability (CIAC) o Incidente de Ordenador Capacidad Consultiva, que se encarga de la protección de tu ordenador en caso de que sea infectado por algún tipo de virus informático o por otras entidades malévolas de Internet.
Los Laboratorios nacionales financiados por el Departamento de Energía incluyen:
- Albany Research Center
- Ames Laboratory
- Laboratorio Nacional Argonne
- Argonne National Laboratory (West) (Ahora parte del Laboratorio Nacional de Idaho)
- Laboratorio Nacional Brookhaven
- Center for Functional Nanomaterials (En construcción)
- Center for Integrated Nanotechnologies (En construcción)
- Center for Nanophase Materials Sciences
- Center for Nanoscale Materials (En construcción)
- Environmental Measurements Laboratory (Ahora afiliado al Departamento de Seguridad Nacional)
- Fermilab
- Idaho National Engineering Laboratory
- Knolls Atomic Power Laboratory - Operado para los Programas de Investigación de Reactores Navales por el Departamento de Energía.
- Laboratorio Nacional Lawrence Berkeley
- Laboratorio Nacional Lawrence Livermore
- Laboratorio Nacional de Los Álamos
- Molecular Foundry (En construcción)
- National Energy Technology Laboratory
- National Petroleum Technology Office
- National Renewable Energy Laboratory
- New Brunswick Laboratory
- Laboratorio Nacional Oak Ridge
- Pacific Northwest National Laboratory
- Princeton Plasma Physics Laboratory
- Radiological & Environmental Sciences Laboratory
- Laboratorio Nacional Sandia
- Planta de energía nuclear de Savannah River
- Stanford Linear Accelerator Center
- Thomas Jefferson National Accelerator Facility
- Yucca Mountain

Hay cuatro administraciones de marketing dentro del departamento:
- Bonneville Power Administration
- Southeastern Power Administration
- Southwestern Power Administration
- Western Area Power Administration

## Legislaciones relacionadas

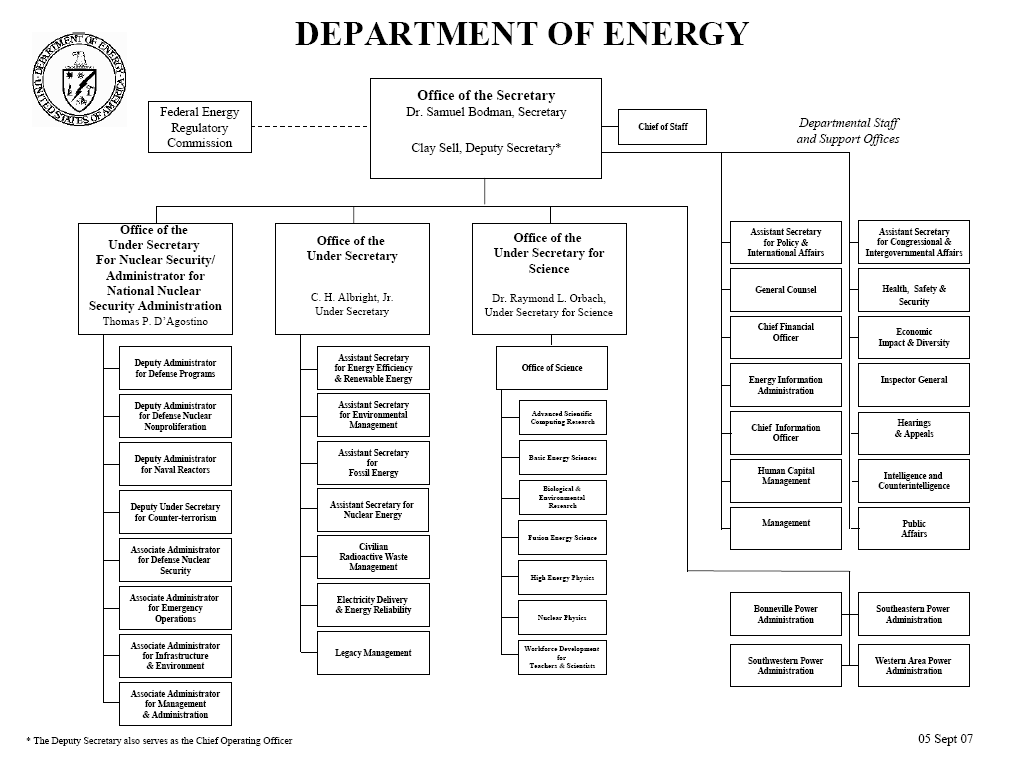
Mapa jerárquico del Departamento de Energía de los Estados Unidos.

- 1946 - Atomic Energy Act PL 79-585 (creada por la Atomic Energy Commission)
- 1954 - Atomic Energy Act Amendments PL 83-703
- 1956 - Colorado River Storage Project PL 84-485
- 1957 - Atomic Energy Commission Acquisition of Property PL 85-162
- 1957 - Price-Anderson Nuclear Industries Indemnity Act PL 85-256
- 1968 - Natural Gas Pipeline Safety Act PL 90-481
- 1973 - Mineral Leasing Act Amendments (Trans-Alaska Oil Pipeline Authorization) PL 93-153
- 1974 - Energy Reorganization Act PL 93-438 (Split the AEC into the Energy Research and Development Administration y el Comisión Reguladora Nuclear de Estados Unidos)
- 1975 - Energy Policy and Conservation Act PL 94-163
- 1977 - Department of Energy Organization Act PL 95-91 (Desmantelado el ERDA y sustituido por el Departamento de Energía)
- 1978 - National Energy Act PL 95-617, 618, 619, 620, 621
- 1980 - Energy Security Act PL 96-294
- 1989 - Natural Gas Wellhead Decontrol Act PL 101-60
- 1992 - Energy Policy Act of 1992 PL 102-486
- 2005 - Energy Policy Act of 2005 PL 109-58

### En inglés
- Página oficial del Departamento de Energía de los Estados Unidos.
- National Renewable Energy Laboratory (NREL), Laboratorio Nacional de Energía Renovable.
- Administración de Información de Energía.
- Oficina de Ciencia Departamento de Energía.
- Trabajos por el Departamento de Energía de los Estados Unidos en Proyecto Gutenberg.